# Mihajlo Aleksandrovič Romanov
Mihajlo II. Aleksandrovič (5. prosinca 1878. – 12. lipnja 1918.) je bio ruski carski regent 24 sata između 15 i 16. ožujka 1917. godine.

## Obitelj
Mihajlo Aleksandrovič Romanov je bio treći po starosti sin cara Aleksandra III. što ga je tada činilo gotovo nevažnim ruskim carevićem. Smrt starijeg brata 1899. godine, kao i bolest jedinog sina cara Nikole Alekseja ga iznenada postavlja u blizinu centra političke moći. On će tamo konačno i dospjeti kada ga 1912. godine brat Nikola II. javno proglašava regentom prijestolonasljednika u slučaju svoje prerane smrti. Bez obzira na to opušteno uživanje u životu ovoga carevića se nije prekinulo. Dokaz takvog stila života je njegovo vjenčanje tek u 33 godini života što je opći starosni rekord u stoljećima vladanja dinastije Romanov.

## Car
Suočen s revolucionarima iz veljače 1917. ( po starom računanju godina ) car Nikola II. je 15. ožujka odlučio da podnese abdikaciju u korist svoga sina malodobnog princa Alekseja nakon čega bi Mihajlo postao regent. Revolucionarna vlada je taj prijedlog odbila pošto djeca ne mogu abdicirati što je u suprotnosti s njenim željama podijeljenim u dva tabora gdje jedan zahtjeva da se potpuno ukine monarhija, a drugi da novi car postane Mihajlo. Pod takvim ultimatumom toga istog dana Nikola potpisuje abdikaciju u korist svoga brata.
Takav razvoj događaja je bio prihvaćen od premijera Grigorija Lavova, ali tada se pobunio budući premijer Aleksandar Kerenski prijeteći revolucijom. Pod njegovim utjecaj je sastavljen dokument kojega je novi car morao potpisati. Po njemu Mihajlo II će prihvatiti krunu samo ako mu se ona ponudi od parlamenta. U trenutku kada je potpisao ovaj dokument 16. ožujka 1917. godine to je bilo prihvaćeno kao abdikacija pošto je on u tih 24 sata po ruskom zakonu bio car, a Kerenski nije htio dopustiti glasovanje parlamenta o ovoj tematici.
Pobjedom komunista u Oktobarskoj revoluciji neko vrijeme Mihajlo provodi u miru bez želje za bjegom ili bilo kakve druge provodeći svoje dane u hotelu grada Perm. Taj mirni povučeni život naglo završava 12. lipnja 1918. godine kada ga osobe u civilu uhićuju i ubrzo pogubljuju.

## Zanimljivosti
Carska Rusija je sebe smatrala legalnim nasljednikom starog Rima i Bizanta. Na kraju ako gledamo kroz ovu perspektivu sudbina se našalila s posljednjim vladarima dinastije Romanov. Datum kada Nikola II. potpisuje svoju abdikaciju pred revolucionarnom vladom je identičan onome kada je ubijen Julije Cesar. Slično tome u Rimsko-Bizantskoj tradiciji prvi vladar koji organizira državu i posljednji vladajući moraju imati isto ime. Tako je u Rimu tvorac poslije građanskog rata tamošnjeg carskog sistema bio August, a posljednji car u Italiji Romul August. U Bizantu je to bio Konstantin Veliki prvi i Konstantin zadnji. Tako je u Rusiji ispalo da prvi car nakon Poljske okupacije bude Mihajlo što je identično ime i posljednjem.
| Prethodnik: | Car Rusije | Nasljednik:                                       |
| Nikola II.  | Car Rusije | Ukidanje Carstva. Slijedi premijer Grigorij Lavov |